# Cypseloides
A Cypseloides a madarak osztályának a sarlósfecske-alakúak (Apodiformes) rendjébe és a  sarlósfecskefélék (Apodidae) családjába tartozó nem.

## Rendszerezés
A nemet August Vollrath Streubel írta le 1848-ban, az alábbi 8 faj tartozik ide.
- diadém sarlósfecske (Cypseloides cherriei)
- fehérállú sarlósfecske (Cypseloides cryptus)
- fehérarcú sarlósfecske (Cypseloides storeri)
- fekete sarlósfecske (Cypseloides niger)
- foltosmellű sarlósfecske (Cypseloides lemosi)
- Rothschild-sarlósfecske (Cypseloides rothschildi)
- füstös sarlósfecske (Cypseloides fumigatus)
- kormos sarlósfecske (Cypseloides senex)

## Előfordulásuk
Amerika teljes területén honosak. Természetes élőhelyeik erdők és füves puszták.

## Megjelenésük
Testhosszuk 14-18 centiméter közötti.